# Mohammed ibn Dschuzayy
Mohammed ibn Dschuzayy (vollständiger Name arabisch محمد بن محمد بن أحمد بن عبد الله بن يحيى بن يوسف بن عبد الرحمن بن جزي الكلبي الغرناطي Muḥammad ibn Muḥammad ibn Aḥmad ibn ʿAbd Allāh ibn Yaḥya ibn Yūsuf ibn ʿAbd ar-Raḥmān ibn Dschuzayy al-Kalbī al-Garnāṭī; geb. 1321 in Granada, Andalusien; gest. 25. Oktober 1357 in Fès, Marokko) war ein arabisch-andalusischer Gelehrter, Dichter und Historiker.
Sein Vater war Abu-l Qasim Mohammed ibn Dschuzayy. Er diente dem Emir Yusuf I. in Granada als Panegyriker und fiel 1340 in der Schlacht am Salado. Mohammed ibn Dschuzayy wurde hauptsächlich dafür bekannt, dass ihm Ibn Battūta seine Reiseberichte, genannt Rihla, diktierte. Offensichtlich kopierte er dabei Passagen aus früheren Werken, wie der Beschreibung von Medina aus der Rihla von Ibn Dschubair und der Beschreibung von Palästina von Mohammed al-ʿAbdari al-Hihi (محمد العبدري الحيحي) aus dem Ende des 13. Jahrhunderts. Zudem schmückte er den einfachen Prosa-Stil Ibn Battutas aufwendig aus und versah ihn mit poetischen Beigaben. Er diente am Hof von Sultan Abu Inan Faris und starb 1357 in Fès, zwei Jahre nach der Niederschrift der Rihla.